# Lill-Klintträsket
Lill-Klintträsket är en sjö i Skellefteå kommun i Västerbotten och ingår i Kågeälvens huvudavrinningsområde. Sjön har en area på 0,498 kvadratkilometer och ligger 314,9 meter över havet.

## Delavrinningsområde
Lill-Klintträsket ingår i det delavrinningsområde (723522-170378) som SMHI kallar för Mynnar i Stor-Klintträsket. Medelhöjden är 349 meter över havet och ytan är 4,77 kvadratkilometer. Det finns inga avrinningsområden uppströms utan avrinningsområdet är högsta punkten. Vattendraget som avvattnar avrinningsområdet har biflödesordning 2, vilket innebär att vattnet flödar genom totalt 2 vattendrag innan det når havet efter 84 kilometer. Avrinningsområdet består mestadels av skog (87 procent). Avrinningsområdet har 0,5 kvadratkilometer vattenytor vilket ger det en sjöprocent på 10,5 procent.